# Herenni Cerrí
Herenni Cerrí (en llatí Herennius Cerrinus) era fill de Pacul·la Annia, una dona campaniana que vivia a Roma. Pacul·la era sacerdotessa. Herenni i son germà Mini eren hierofantes de la Bacanàlia a la ciutat (186 aC), els primers homes iniciats a aquest ritu, abans reservat a les soles dones. Segurament Herenni va agafar aquest cognom per matrimoni amb una Herènnia.